# Team Meritus
Меритус (англ. Meritus, полное название Meritus GP) — малайзийская автогоночная команда принадлежащая бизнесменам Питеру Томпсону и Фихрату Мохзани. База команды располагается в Куала-Лумпуре. В первую очередь, команда известна выступлениями в серии GP2 Asia, а также в Формуле V6 Азия и Формуле-БМВ Азия. Команда обслуживается инженерами Марио Камбьяджи и Алессандро Брамбиллой.

## История

### Qi-Meritus Mahara

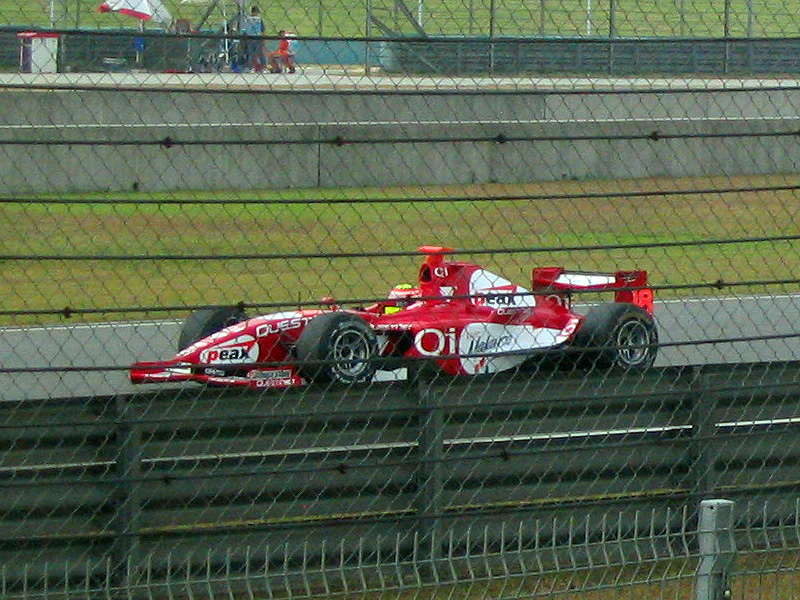
Алекс Йонг пилотирует болид Meritus на этапе в Шанхае

В 2008 году команда подписала двухлетний спонсорский контракт с международной компанией QNet. Это помогло перейти малайскому коллективу в новообразованную серию GP2 Asia, гонки которой проходили совместно с серией SpeedCar Series и этапами в Малайзии и Бахрейне в качестве гонок поддержки Формулы-1. Лучшим для команды, стал сезон 2009/10, когда её пилот Лука Филиппи стал серебряным призёром, одержав одну победу, а сама команда, заняла 4-е место в общем зачёте.

## Результаты

### Результаты выступлений в GP2 Asia
| Результаты выступлений в GP2 Asia | Результаты выступлений в GP2 Asia | Результаты выступлений в GP2 Asia | Результаты выступлений в GP2 Asia | Результаты выступлений в GP2 Asia | Результаты выступлений в GP2 Asia | Результаты выступлений в GP2 Asia | Результаты выступлений в GP2 Asia | Результаты выступлений в GP2 Asia | Результаты выступлений в GP2 Asia |
| Год                               | Болид                             | Пилоты                            | Гонки                             | Победы                            | Поулы                             | Б. круги                          | Очки                              | ЛЗ                                | КЗ                                |
| --------------------------------- | --------------------------------- | --------------------------------- | --------------------------------- | --------------------------------- | --------------------------------- | --------------------------------- | --------------------------------- | --------------------------------- | --------------------------------- |
| 2008                              | Dallara-Mecachrome                | Хироки Ёсимото                    | 10                                | 0                                 | 0                                 | 0                                 | 48                                | 13                                | 9                                 |
| 2008                              | Dallara-Mecachrome                | Лука Филиппи                      | 10                                | 0                                 | 0                                 | 0                                 | 4                                 | 17                                | 9                                 |
| 2008-09                           | Dallara-Mecachrome                | Алекс Йонг                        | 4                                 | 0                                 | 0                                 | 0                                 | 0                                 | 25                                | 10                                |
| 2008-09                           | Dallara-Mecachrome                | Марко Бонаноми                    | 8                                 | 0                                 | 0                                 | 0                                 | 0                                 | 22                                | 10                                |
| 2008-09                           | Dallara-Mecachrome                | Эрл Бамбер                        | 6                                 | 0                                 | 0                                 | 0                                 | 8                                 | 14                                | 10                                |
| 2008-09                           | Dallara-Mecachrome                | Альвару Паренте                   | 6                                 | 0                                 | 0                                 | 1                                 | 1                                 | 21                                | 10                                |
| 2009-10                           | Dallara-Mecachrome                | Лука Филиппи                      | 8                                 | 1                                 | 1                                 | 1                                 | 29                                | 2                                 | 4                                 |
| 2009-10                           | Dallara-Mecachrome                | Диего Нуньес                      | 2                                 | 0                                 | 0                                 | 0                                 | 0                                 | 28                                | 4                                 |
| 2009-10                           | Dallara-Mecachrome                | Александр Росси                   | 6                                 | 0                                 | 0                                 | 0                                 | 12                                | 9                                 | 4                                 |

- ЛЗ = позиция в личном зачёте, КЗ = позиция в командном зачёте, БК = количество быстрых кругов.

Изменения:
- Александр Росси набрал 7 очков, выступая за команду Ocean Racing Technology.

Примечание: Результаты и заявочные листы взяты из этого источника

### Результаты выступлений в British Formula Three Championship
| British Formula Three Championship. Scholarship Class | British Formula Three Championship. Scholarship Class | British Formula Three Championship. Scholarship Class | British Formula Three Championship. Scholarship Class | British Formula Three Championship. Scholarship Class | British Formula Three Championship. Scholarship Class | British Formula Three Championship. Scholarship Class | British Formula Three Championship. Scholarship Class | British Formula Three Championship. Scholarship Class |
| Год                                                   | Болид                                                 | Пилоты                                                | Победы                                                | Поулы                                                 | БК                                                    | Очки                                                  | ЛЗ                                                    |                                                       |
| ----------------------------------------------------- | ----------------------------------------------------- | ----------------------------------------------------- | ----------------------------------------------------- | ----------------------------------------------------- | ----------------------------------------------------- | ----------------------------------------------------- | ----------------------------------------------------- | ----------------------------------------------------- |
| 2001                                                  | Dallara F398-TOM’S Toyota                             | Майкл Кеохан                                          | 5                                                     | Н/Д                                                   | Н/Д                                                   | 280                                                   | 3rd                                                   |                                                       |
| 2001                                                  | Dallara F398-TOM’S Toyota                             | Питер Нилссон                                         | 0                                                     | Н/Д                                                   | Н/Д                                                   | 33                                                    | 13                                                    |                                                       |
| 2002                                                  | Dallara F301-Mugen Honda                              | Гэвин Смит                                            | 0                                                     | 0                                                     | 1                                                     | 147                                                   | 7                                                     |                                                       |
| 2002                                                  | Dallara F301-Mugen Honda                              | Стивен Колберт                                        | 1                                                     | 3                                                     | 1                                                     | 208                                                   | 4                                                     |                                                       |
| 2003                                                  | Dallara F301-Mugen Honda                              | Ивор Маккалоу                                         | 0                                                     | 0                                                     | 0                                                     | 79                                                    | 6                                                     |                                                       |